# Шевчук, Антон Юрьевич
Антон Юрьевич Шевчук (укр. Антон Юрійович Шевчук; 8 февраля 1990, Умань, Украина) — украинский футболист, нападающий.

## Биография

### Клубная карьера
Шевчук — воспитанник молодёжной системы «Иличевец-Умань». Дебютировал за «Оболонь» 9 мая 2010 года, выйдя на замену на 79-й минуте вместо Евгения Файдаша в матче против донецкого «Металлурга». За клуб «Оболонь» играл до конца 2012 года. С 2015 года являлся игреком клуба «Оболонь-Бровар». Осенью 2017 года покинул клуб. В феврале 2018 г стал игроком «Крымтеплицы» выступающей в Премьер-лиге КФС. После окончания сезона 2017/18 перешел в «Кызылташ».

### Карьера в сборной
В ноябре 2011 года дебютировал в составе молодёжной сборной Украины в матче против сборной Финляндии.

## Достижения
- Серебряный призёр Второй лиги Украины: 2014/15
- Бронзовый призёр Первой лиги Украины: 2015/16